# Die Happy
Die Happy é uma banda alemã de metal alternativo formada na cidade de Ulm. A banda foi fundada em 1993 pela vocalista Marta Jandová (de nacionalidade Tcheca) e pelo guitarrista Thorsten Mewes. A banda é alemã, mas suas músicas são cantadas em inglês.

## História
Thorsten inicialmente conseguiu um baterista e um baixista para o grupo, mas eles não tinham uma garota para cantar. No dia 12 de setembro de 1993, Marta chegou na Alemanha e uma semana depois Thorsten a convidou. A formação então era: Julian (baixo), Marcus (bateria), Thorsten (guitarra) e Marta (vocal).
O primeiro símbolo da banda foi feito por Marta, uma flor.
O primeiro show foi em 19 de fevereiro de 1994, em Ulm, com 430 espectadores e eles lucraram $145.
O primeiro single foi “Better than Nothing”, com 4 faixas: “I know you”, “Die Happy”, “Sweet Princess” e “That used to be”.
Entre os dias 16 e 24 de janeiro de 1996, eles estavam em estúdio gravando seu primeiro álbum, “Dirty Flowers”.
Eles já tocaram com Such A Surge, H-Blockx e Bell Book And Candle. Em 1998 lançaram seu site, que o próprio Thorsten projetou.
Eles têm o mesmo produtor dos Guano Apes, que ajudou muito para a ascensão da banda.
Depois de um tempo, chamaram um novo baterista, o famoso Jürgen, que estudou numa das mais respeitadas e renomadas faculdades de música da Alemanha, o Conservatorium.
Eles já tocaram no “Rock Am Ring”. Em 22 de outubro de 1999 Ralph entrou para a banda, substituindo o antigo baixista. Em 10 de dezembro de 1999 eles gravaram com contrato na BMG.
Em 2000 gravaram seu primeiro clipe, Supersonic Speed, após 21 horas de gravação.

## Integrantes
Desde de 2001 a formação é:
- Marta Jandová – vocal
- Thorsten Mewes – guitarra
- Ralph Rieker – baixo
- Jürgen Stiehle – bateria